# Czocha (hrad)
Hrad Czocha čili Čocha je obranný hrad ve vesnici Czocha (gmina Leśna) v okrese Lubáň Dolnoslezského vojvodství v jihozápadním Polsku. Nachází se u přehrady Leśnia na řece Kwisa na historickém území Horní Lužice, jež v dobách vzniku hradu patřila pod České království. Dnešní nejbližší česká obec, Srbská ve Frýdlantském výběžku, se od hradu nachází asi 8 kilometrů po silnici. Hrad Czocha byl postaven na rulové skále a jeho nejstarší částí je donjon, ke kterému byly později přistavěny obytné stavby.
Hrad Czocha vznikl jako pevnost na hranici Čech a Lužice. Jeho stavbu nařídil Václav I. v polovině 13. století (1241–1247). V roce 1253 byl hrad předán míšeňskému biskupovi Konradovi z Wallhausenu. V roce 1319 se hrad stal součástí panství Jindřicha I. Javorského a po jeho smrti jej převzal další slezský vládce Boleslav II. Malý a jeho manželka Anežka. Kamenná hradní stavba pochází z roku 1329.

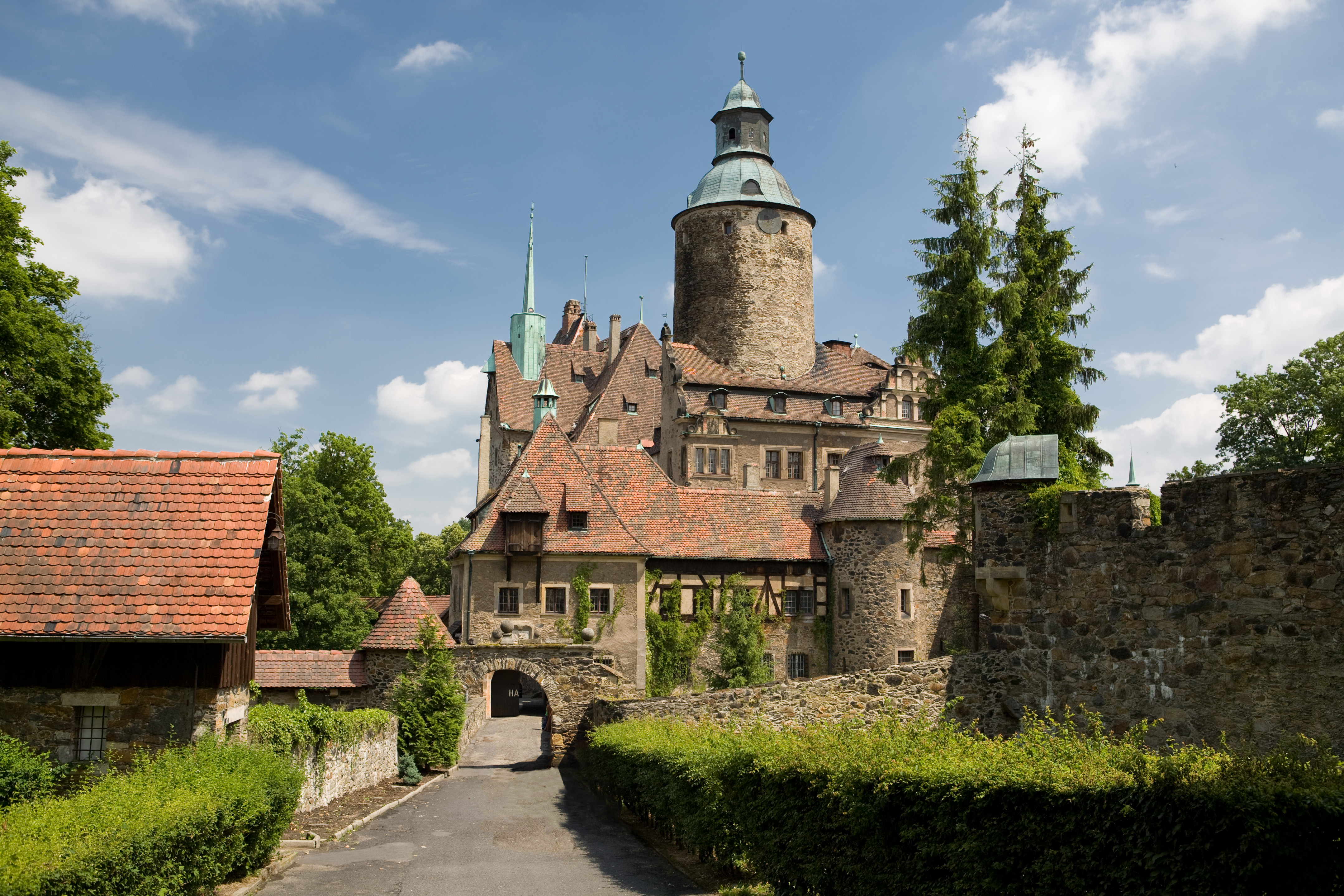
Hrad Czocha

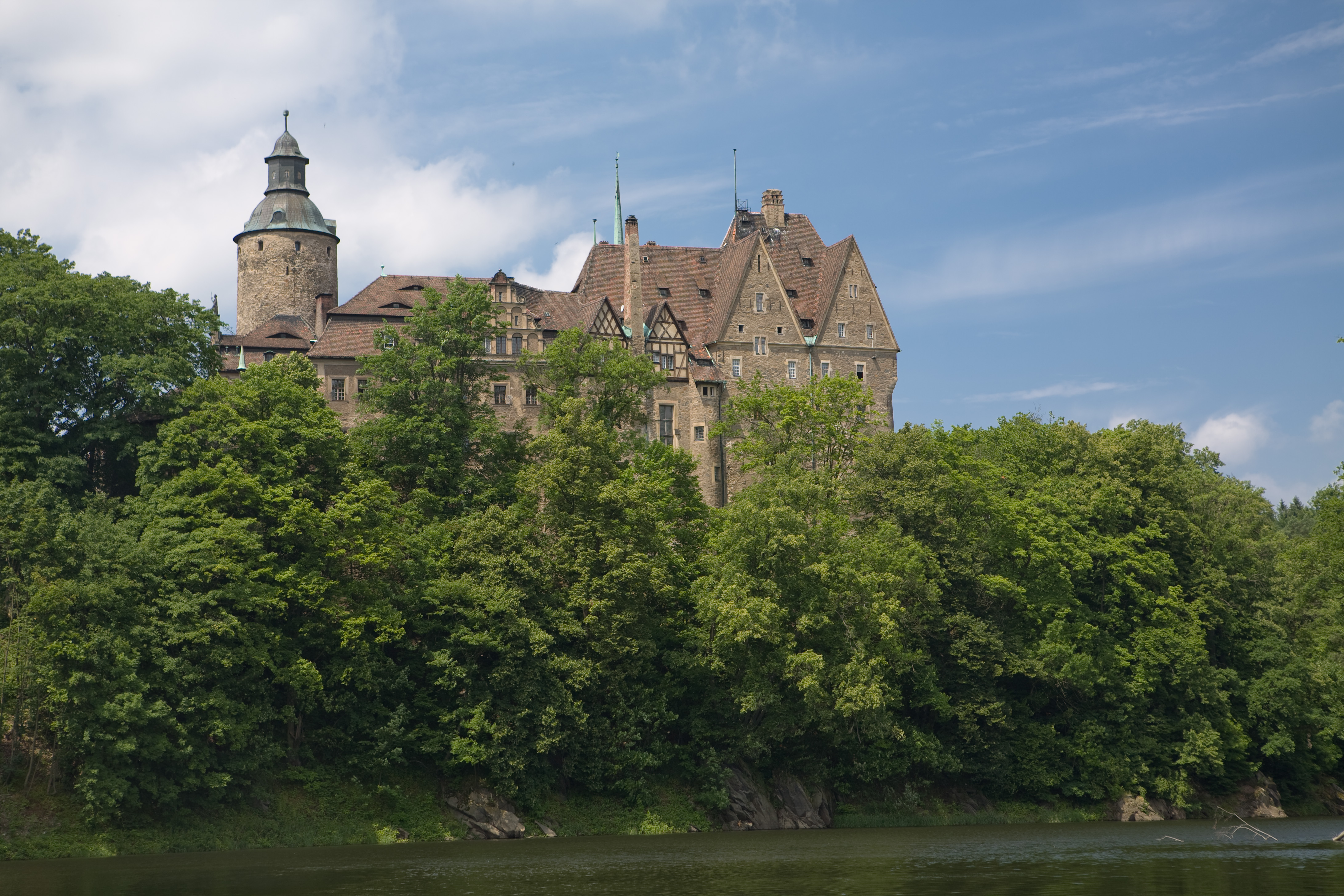
Hrad Czocha, pohled od řeky Kwisy

V polovině 14. století hrad Czocha získal císař Karel IV. V letech 1389 až 1453 patřil šlechtickým rodům Dohnů a Kluksů. Hrad byl zesílen, přesto neodolal obležení husity, kteří ho dobyli v roce 1427 a nějaký čas ho drželi. V roce 1453 koupili hrad Nosticové, kteří ho vlastnili 250 let. Během jejich vlády byly provedeny přestavby v letech 1525 a 1611. Mimo jiné byly posíleny a vyztuženy hradby, což zmařilo švédské obléhání hradu během třicetileté války. V roce 1703 hrad koupil Jan Hartwig von Uechtritz, vlivný dvořan Augusta II. Silného. 17. srpna 1793 celý hrad vyhořel.
V roce 1909 koupil Czochu výrobce doutníků z Drážďan Ernst Gutschow, který provedl velkou přestavbu na základě obrazu hradu z roku 1703, na kterou najal berlínského architekta Boda Ebhardta. Gutschow, který měl dobré vztahy s ruským carským dvorem a na hradě nechal žít několik bílých emigrantů, bydlel na hradě až do března 1945. Když odcházel, vzal s sebou nejcennější předměty z hradního inventáře.
Po druhé světové válce byl hrad několikrát vydrancován jak vojáky Rudé armády, tak polskými zloději, kteří přišli plenit tzv. znovuzískaná území ze střední a východní části země. Nábytek a další vybavení bylo rozkradeno a na přelomu čtyřicátých a padesátých let byl zámek domovem Řeků, kteří uprchli před řeckou občanskou válkou. V roce 1952 hrad Czocha převzala polská armáda. Byl používán jako vojenské rekreační středisko a zmizel z oficiálních map. Veřejnosti byl opět zpřístupněn v září 1996 jako hotel a konferenční centrum. Objevil se v několika filmech a televizních seriálech, včetně populární komedie z roku 1963 Gdzie jest generał? (Kde je generál?) a filmů Legenda, Wiedźmin, Beyond Sherwood Forest a seriálu The Secret of the Cipher Fortress. V roce 1994 zde byl natáčen úspěšný polsko-australský dobrodružný sci-fi seriál Vládci kouzel (anglicky Spellbinder), uvedený v roce 1995.
V poslední době byl hrad používán jako prostředí hry College of Wizardry patřící k žánru hraní rolí naživo (LARP), kterou lze přirovnat k Harrymu Potterovi.